# Gariga argentilinea
Gariga argentilinea är en fjärilsart som beskrevs av Walker 1863. Gariga argentilinea ingår i släktet Gariga och familjen trågspinnare. Inga underarter finns listade i Catalogue of Life.